# Intoxicated Demons: The EP
Albums de The Beatnuts
The Beatnuts: Street Level
(1994)
Singles
1. Reign of the Tec
Sortie : 6 mai 1993
2. No Equal
Sortie : 1993

Intoxicated Demons: The EP est un EP des Beatnuts, sorti le 21 juin 1994.
L'album s'est classé 28e au Billboard Heatseekers et 50e au Top R&B/Hip-Hop Albums.

## Liste des titres
| No  | Titre                             | Contient un (des) sample(s) de | Durée |
| --- | --------------------------------- | --- | ----- |
| 1.  | World's Famous Intro              | Music Talk de Georgie Fame Earth Dance de Bobby Bryant Buffalo Gals de Malcolm McLaren | 1:01  |
| 2.  | World's Famous                    | Matrix de Dizzy Gillespie Afro-Spanish Omlet: Umbakwen/Soli Tomba/Oiga/Marabi du Cannonball Adderley Quintet Ode to Billie Joe de Lou Donaldson Diggin' in the Crates de Showbiz and A.G. featuring Diamond D et Lord Finesse Buffalo Gals de Malcolm McLaren | 3:23  |
| 3.  | Engineer Talking Shit             | Tensity du Cannonball Adderley Quintet | 0:51  |
| 4.  | Psycho Dwarf                      | Golliwog's Cakewalk d'Isao Tomita Spinning Wheel de Dr. Lonnie Smith New World de Woody Shaw Party de Van McCoy Smokin Cheeba-Cheeba du Harlem Underground Band                                                                                               | 3:40  |
| 5.  | On the 1+2                        | New Orleans des Pazant Brothers and The Beaufort Express | 0:37  |
| 6.  | No Equal                          | The Confined Few de Booker Little & Booker Ervin Ain't No Sunshine du Harlem Underground Band My Melody d'Eric B. and Rakim Jazz (We've Got) (Re-Recording) de A Tribe Called Quest                                                                           | 4:07  |
| 7.  | Reign of the Tec                  | Wicked World de Black Sabbath Punks Jump Up to Get Beat Down (Remix) de Brand Nubian featuring Diamond D Mic Checka de Das EFX | 3:21  |
| 8.  | Quality & the Bushmen Off the Top | Manteca Theme de Dizzy Gillespie | 0:53  |
| 9.  | Third of the Trio                 | Gentle Smiles de Gary Bartz Jagger the Dagger d'Eugene McDaniels Ode to Billie Joe de Lou Donaldson School Boy Crush de l'Average White Band Buffalo Gals de Malcolm McLaren                                                                                  | 3:30  |
| 10. | Phone Call                        | | 0:15  |
| 11. | Story                             | Easy Answering de The Chris Hinze Combination Paul Revere des Beastie Boys Age Ain't Nothin' but a # de Chi-Ali | 3:35  |